# Солигея
Соли́гея (др.-греч. Σολύγεια, лат. Solygea) — древнее неукреплённое поселение на холме Солигей, в Коринфии, в 20 стадиях от Коринфского перешейка, к югу от Кенхрей, в 60 стадиях от Коринфа, у современного села Галатакион.
Холм Солигей доминировал над побережьем бухты Кехрие залива Саронического залива Эгейского моря, между Херсонесом — мысом, образуемым восточной оконечностью горы Онея, и Рейтом — мысом, замыкающий бухту с запада (топоним сохранился за деревней Ритон).
По Фукидиду в древности дорийцы захватили холм Солигей и вели войну с эолийцами, жившими в Коринфии.
В 425 году до н. э. состоялась битва при Солигее в ходе Пелопоннесской войны. Афинский стратег Никий отправился в поход с 80 триерами, 2000 гоплитами и 200 всадниками. Афинян сопровождали как союзники их Милета, Андроса и Кариста. Афиняне высадились в 12 стадиях от Солигеи. После ожесточённой битвы коринфяне отступили. После прибытия коринфского подкрепления афиняне взошли на корабли и переправились к близлежащим островам. По Фукидиду из коринфян пало в сражении 212 человек, а из афинян — немного меньше 50.